# Мандибура Олександр Олександрович
Олекса́ндр Олекса́ндрович Мандибу́ра (4 листопада 1994 — 23 вересня 2015) — солдат Збройних сил України.

## З життєпису
Від 2013 року служив за контрактом, розвідник-снайпер, 8-й окремий полк спеціального призначення.
23 вересня 2015-го загинув пополудні під час перевірки польових доріг у лісосмузі поблизу села Кримське Новоайдарського району — підірвався на розтяжці з міною, контролюючи напрям у бік окупованого села Жолобок; ще двоє побратимів зазнали поранень.
Похований у місті Старокостянтинів 25 вересня 2015 року.

## Нагороди та вшанування
- 1 березня 2016 — за особисту мужність і героїзм, виявлені у захисті державного суверенітету та територіальної цілісності України, вірність військовій присязі під час російсько-української війни, відзначений — нагороджений орденом За мужність III ступеня (посмертно).
- В травні 2016 року у Старокостянтинівському ліцеї відкрито пам'ятну дошку випускнику Олександру Мандибурі.